# Bronzolo
Bronzolo (en allemand, Branzoll) est une commune italienne d'environ 2 800 habitants située dans la province autonome de Bolzano dans la région du Trentin-Haut-Adige dans le nord-est de l'Italie.

## Langues
| Langues  | Nombres de locuteurs | %     |
| -------- | -------------------- | ----- |
| Italien  | 1642                 | 62,01 |
| Allemand | 988                  | 37,34 |
| Ladin    | 16                   | 0,65  |

## Administration
| Période                                  | Période | Identité | Étiquette | Qualité |
| ---------------------------------------- | ------- | -------- | --------- | ------- |
|                                          |         |          |           |         |
| Les données manquantes sont à compléter. |         |          |           |         |

### Communes limitrophes
Les communes limitrophes sont  Aldino, Laives, Nova Ponente, Ora et Vadena.